# Tobe Hooper

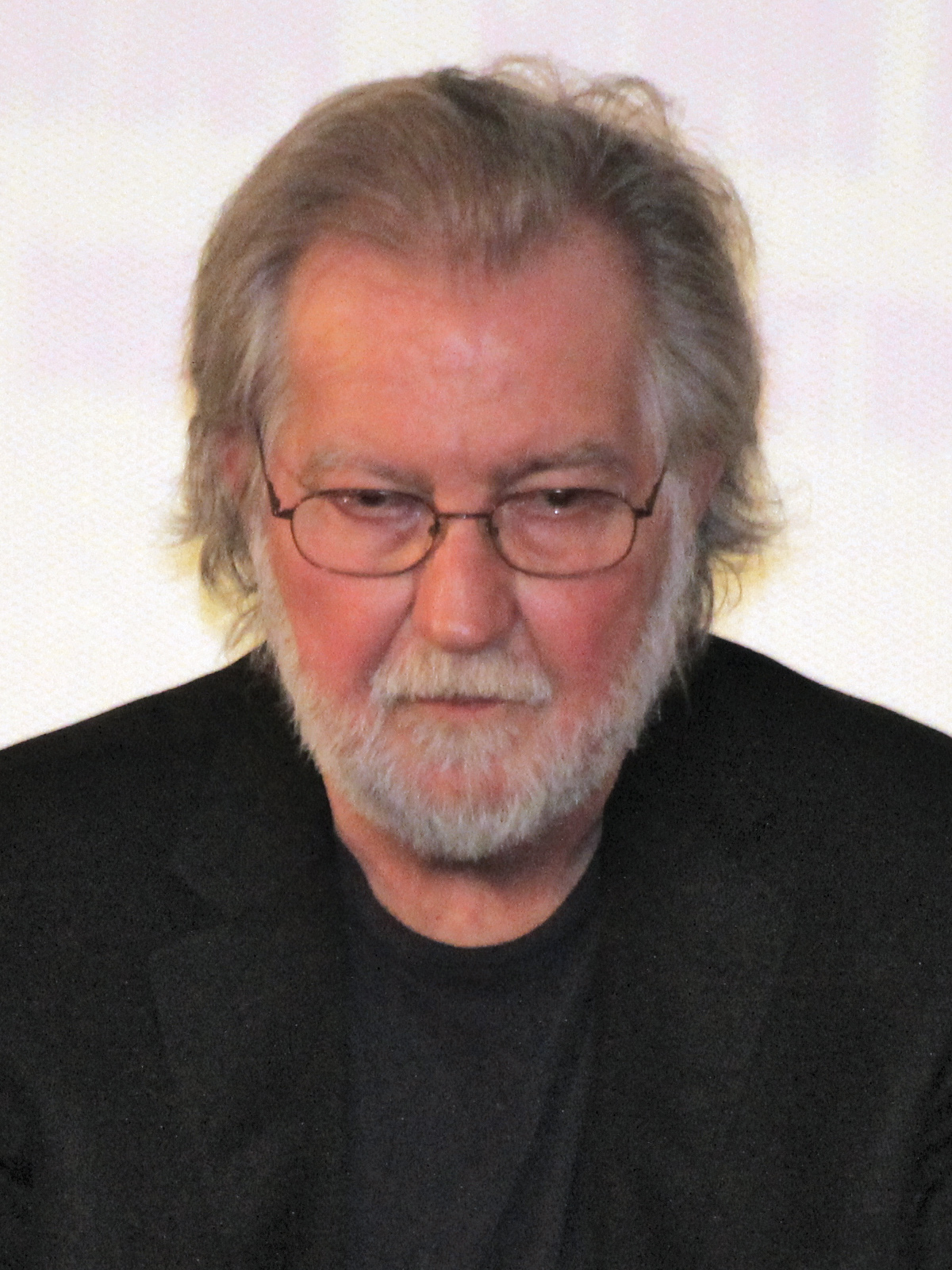
Tobe Hooper (2014)

William Tobe Hooper (* 25. Januar 1943 in Austin, Texas; † 26. August 2017 in Sherman Oaks, Kalifornien) war ein US-amerikanischer Filmregisseur, Produzent und Drehbuchautor, der vornehmlich im Genre des Horrorfilms arbeitete. Seine bekanntesten Filme sind Blutgericht in Texas (1974) und Poltergeist (1982).

## Leben

### Frühe Jahre
Hooper studierte Film und Drama an der University of Texas und in Dallas. In den frühen Jahren seiner Laufbahn drehte er unter anderem die Kurzfilme Abyss (1959) und Heisters (1963) sowie Dokumentationen fürs Fernsehen, darunter ein Film über die Band Peter, Paul and Mary. Sein erster Spielfilm Eggshells (1969) über eine Hippiekommune wurde zwar auf dem Atlanta Film Festival ausgezeichnet, fand jedoch keinen Verleiher. Frustriert durch diese Erfahrung beschloss Hooper, einen Film in einem bewährten Genre zu drehen, der ihm die Türen zu professionellen Produktionen in Hollywood öffnen würde.

### Karriere
Gemeinsam mit Kim Henkel, seinem Eggshells-Co-Autor, entwickelte Hooper, der Anfang der 70er Jahre hauptberuflich als Lehrer arbeitete, das Drehbuch zu einem Horrorfilm. 1973 gründeten er und Henkel die Produktionsgesellschaft „Vortex Inc.“, und Bill Parsley von der Texas Tech University half, das Startbudget (von insgesamt ca. 80.000 US-Dollar) auf die Beine zu stellen. Im Oktober 1974 startete der fertige Film als The Texas Chain Saw Massacre in den amerikanischen Kinos und entwickelte sich, dank einer geschickten Werbekampagne, zu einem Überraschungserfolg. Wegen der undurchsichtigen Praktiken des Verleihs Bryanston Pictures sahen die Produzenten und die prozentual am Gewinn beteiligten Darsteller und Crewmitglieder nur einen Bruchteil der ihnen zustehenden Gelder. Seitens der Kritik wurde der Film teilweise heftig angegriffen, inzwischen gilt er als Klassiker seines Genres.
1979 hatte Tobe Hooper einen weiteren Erfolg mit der Fernseh-Miniserie Brennen muss Salem nach Stephen Kings gleichnamigem Roman, die in Europa auch als Kinofilm ausgewertet wurde. Dagegen wurden seine Filme Blutrausch und Das Kabinett des Schreckens vom Publikum und von der Kritik nur verhalten bzw. gar nicht angenommen. 1982 engagierte Steven Spielberg Hooper als Regisseur für Poltergeist, seinen größten kommerziellen Erfolg, jedoch ließ Spielberg ihm wenig künstlerischen Spielraum und schloss ihn von der Postproduktion aus. Laut Georg Seeßlen (in epd Film) machte Hooper seit Poltergeist „Filme, in denen das Grandiose direkt neben dem Lächerlichen steht, inszenatorische Glanzleistungen und schlampigen Blödsinn“ wie zum Beispiel Fire Syndrome. 1983 drehte Hooper ein Musikvideo für Billy Idols Single Dancing With Myself. Das offizielle Musikvideo wurde auf YouTube mehr als 83 Millionen Mal abgerufen (Stand: März 2024).
Billy Idol über die Dreharbeiten:

„Tobe war wirklich cool: Er brachte sein ganzes Produktionsteam mit, und wir durften mit seinen Kostüm- und Maskenbildnern zusammenarbeiten. Dem futuristischen Ton entsprechend fertigten sie ein skelettartiges Oberteil an, durch das man meinen Oberkörper sehen konnte – etwas ganz anderes als meine bisherigen Bühnenoutfits. [...] Tobe benutzte eine Menge gebrochenes Licht, dessen Spiegelungen meine Kahlheit verbargen. Der Dreh lief ziemlich glatt. Die Breakdancer zuckten hin und her und verdrehten ihre Körper zu ihren besten Moves, während sie das Hochhaus
erklommen. Für den Hintergrund beim Blick hinab aus meiner Perspektive benutzten Tobes Tricktechniker bemaltes Glas. Das kombinierten sie mit Aufnahmen der Breakdancer auf einem Trampolin, sodass es aussah, als würden sie in unermessliche Tiefen stürzen, wenn ich sie vom Hochhaus zappte. So einen »glass shot« verwendeten sie auch, um in der letzten Einstellung oben auf dem Dach eine riesige Plakatwand mit meinem Tattoo darauf hinter mir zu zeigen. Die zu Beginn des Clips noch gefesselte Octobriana, meine auftätowierte Liebesgöttin, war jetzt befreit, und das
Bild zeigte sie als weibliches Freiheitssymbol in dieser finsteren Welt. [...] Das Video hatte großen Erfolg auf MTV und hielt mein erstes Album am
Leben, während wir an den Songs für das nächste schrieben. Dass es von einem bekannten Filmregisseur gemacht worden war, verlieh ihm einen besonderen Ruf, den damals nur sehr wenige Videos hatten.“

Texas Chainsaw Massacre 2 (1986), die Fortsetzung zu seinem Erfolgsfilm von 1974, wurde mit einem Budget von knapp 5 Millionen US-Dollar vergleichsweise aufwändig produziert, enttäuschte jedoch sowohl finanziell als auch künstlerisch, wie seine anderen beiden Filme für die Produktionsgesellschaft Cannon Films, Lifeforce – Die tödliche Bedrohung und Invasion vom Mars.
Seit Ende der 1980er Jahre drehte Hooper wieder vorwiegend geringer budgetierte Spielfilme und Episoden für Fernsehserien, so 2002 für Steven Spielbergs Miniserie Taken. Zudem betätigte er sich als Produzent von Michael Bay’s Texas Chainsaw Massacre (2003), dem Remake seines Films von 1974, und dem Prequel Texas Chainsaw Massacre: The Beginning (2006), die zwar bei der Kritik durchfielen, sich jedoch an der Kinokasse als höchst profitabel erwiesen.
Im Jahr 2011 veröffentlichte Hooper den Horrorroman Midnight Movie und gab damit sein Debüt als Romanautor. Die deutsche Übersetzung erschien 2012 unter demselben Titel.
Am 25. Oktober 2013 feierte Hoopers Film Djinn – Des Teufels Brut, mit dem er sich wieder seines gewohnten Gruselgenres annahm, Premiere beim Abu Dhabi Film Festival. Der Film entstand ausschließlich in den Vereinigten Arabischen Emiraten, welche die Kosten der Filmproduktion zu einem Großteil mittrugen. In Deutschland erschien der Film am 21. Juli 2015 auf DVD. Es sollte sein letzter Film bleiben.

### Privatleben und Tod
Tobe Hooper war zweimal verheiratet und geschieden, er hatte einen Sohn namens William Tony. Hooper starb am 26. August 2017 im Alter von 74 Jahren im kalifornischen Sherman Oaks eines natürlichen Todes.

## Filmografie (Spielfilme)
- 1964: The Heisters (Kurzfilm)
- 1969: Eggshells
- 1974: Blutgericht in Texas (The Texas Chain Saw Massacre)
- 1977: Blutrausch (Eaten Alive)
- 1979: Brennen muss Salem (Salem’s Lot) (TV-Miniserie)
- 1981: Das Kabinett des Schreckens (The Funhouse)
- 1982: Poltergeist
- 1985: Lifeforce – Die tödliche Bedrohung (Lifeforce)
- 1986: Invasion vom Mars (Invasion from Mars)
- 1986: Texas Chainsaw Massacre 2 (The Texas Chainsaw Massacre 2)
- 1990: Fire Syndrome (Spontaneous Combustion)
- 1990: Im Bann des Grauens (I’m Dangerous Tonight)
- 1993: Body Bags (Fernsehfilm)
- 1995: Tobe Hooper’s Living Nightmare
- 1995: The Mangler
- 1999: Apartment Complex (Fernsehfilm)
- 2000: Crocodile
- 2004: Toolbox Murders
- 2005: Mortuary
- 2013: Djinn – Des Teufels Brut (Djinn)